# Alejandro Enríquez
Junior Alejandro Enríquez Franco (* 17. Januar 2000 in Guatemala-Stadt) ist ein guatemaltekischer Squashspieler.

## Karriere
Alejandro Enríquez spielte 2017 erstmals und seit 2021 regelmäßig auf der PSA World Tour. Er gewann auf dieser bislang vier Titel, darunter den ersten in der Saison 2021/22 im Mai 2022 in Mexiko-Stadt. Es folgten weitere Titel in der Saison 2023/24, als er im September 2023 in Cianorte im Finale seinen Bruder Josué Enríquez bezwang und im November 2023 in San José (Costa Rica) das Endspiel gegen Sanjay Jeeva gewann. Im Juni 2024 gewann er das Turnier in Atlanta. Seine höchste Platzierung erreichte er mit Rang 77 am 29. Juli 2024.
Enríquez vertrat Guatemala international zum ersten Mal bei den Panamerikameisterschaften im Jahr 2017. Bei Zentralamerika- und Karibikspielen gewann er bislang zwei Bronzemedaillen: 2018 belegte er im Doppel mit seinem Bruder Josué und im Mannschaftswettbewerb jeweils Rang drei. Die Panamerikanischen Spiele 2019 in Lima bestritt Enríquez ohne abschließende Medaillenerfolge. Bei den Panamerikanischen Spielen 2023 in Santiago de Chile gewann Enríquez mit seinem Bruder Josué im Doppel die Bronzemedaille. Im selben Jahr gelang ihm im Doppel bei den Panamerikameisterschaften mit Luis Quisquinay der Einzug ins Endspiel, das die beiden gegen Leonel Cárdenas und César Salazar verloren.

## Erfolge
- Vizepanamerikameister im Doppel: 2023
- Gewonnene PSA-Titel: 4
- Panamerikanische Spiele: 1 × Bronze (Doppel 2023)
- Zentralamerika- und Karibikspiele: 2 × Bronze (Doppel und Mannschaft 2018)